# Dorothy Jordan (actrice américaine)
Pour les articles homonymes, voir Dorothy Jordan.
Dorothy Jordan, née le 9 août 1906 à Clarksville (Tennessee), morte le 7 décembre 1988 à Los Angeles (Californie), est une actrice américaine.

## Biographie
Au théâtre, Dorothy Jordan débute à Broadway (New York) en 1926, comme « chorus girl », dans la revue Garrick Gaieties of 1926 (en), du tandem Richard Rodgers-Lorenz Hart. Elle apparaît ensuite dans trois comédies musicales, les deux dernières étant Funny Face (1927-1928, avec Adele et Fred Astaire) et Treasure Girl (en) (1928-1929, avec Gertrude Lawrence), de George et Ira Gershwin.
En 1929, elle entame une brève carrière au cinéma et collabore à vingt-trois films américains (notamment des films musicaux), les deux derniers sortis en 1933. Mentionnons Les Titans du ciel de George W. Hill (1931, avec Wallace Beery et Clark Gable) et Ombres vers le sud de Michael Curtiz (1932, avec Richard Barthelmess et Bette Davis). En 1933, elle épouse en secondes noces le producteur et réalisateur Merian C. Cooper (dont elle restera veuve, à la mort de celui-ci en 1973). Elle se retire alors quasiment, pour se consacrer à sa famille.
Par l'entremise de son mari, cofondateur avec le réalisateur John Ford de la société de production cinématographique Argosy Pictures, Dorothy Jordan accepte de revenir à l'écran (pour un petit rôle) dans Le soleil brille pour tout le monde (1953, avec Charles Winninger et Arleen Whelan), dernier film de Ford produit par l'Argosy. Avant de se retirer définitivement, elle contribue encore à deux autres films de John Ford, La Prisonnière du désert (1956, dans le rôle introductif de la belle-sœur de John Wayne), puis L'aigle vole au soleil (1957, avec John Wayne et Maureen O'Hara).

## Théâtre (à Broadway)
- 1926 : Garrick Gaieties of 1926, revue, musique de Richard Rodgers, lyrics de Lorenz Hart, avec Romney Brent, Sterling Holloway
- 1926-1927 : Twinkle, Twinkle, comédie musicale, musique d'Harry Archer, lyrics et livret d'Harlan Thompson, mise en scène de Frank Craven, costumes de Charles Le Maire, direction musicale de Max Steiner, avec Joe E. Brown, Ona Munson
- 1927-1928 : Funny Face, comédie musicale, musique de George Gershwin, lyrics d'Ira Gershwin, livret de Fred Thompson et Paul Gerard Smith, direction musicale d'Alfred Newman, avec Adele et Fred Astaire, Victor Moore
- 1928-1929 : Treasure Girl, comédie musicale, musique de George Gershwin, lyrics d'Ira Gershwin, livret de Fred Thompson et Vincent Lawrence, avec Walter Catlett, Gertrude Lawrence, Clifton Webb

## Filmographie complète
- 1929 : Black Magic de George B. Seitz
- 1929 : La Mégère apprivoisée (The Taming of the Shrew) de Sam Taylor
- 1929 : Words and Music de James Tinling
- 1929 : Devil-May-Care de Sidney Franklin
- 1930 : Love in the Rough de Charles Reisner
- 1930 : Min and Bill de George W. Hill
- 1930 : In Gay Madrid de Robert Z. Leonard
- 1930 : Call of the Flesh de Charles Brabin
- 1931 : A Taylor made Man de Sam Wood
- 1931 : Shipmates d'Harry A. Pollard
- 1931 : Les Titans du ciel (Hell Divers) de George W. Hill
- 1931 : Beloved Bachelor de Lloyd Corrigan
- 1931 : Young Sinners de John G. Blystone
- 1932 : The Roadhouse Murder de J. Walter Ruben
- 1932 : 4 de l'aviation (The Lost Squadron) de George Archainbaud
- 1932 : Down to Earth de David Butler

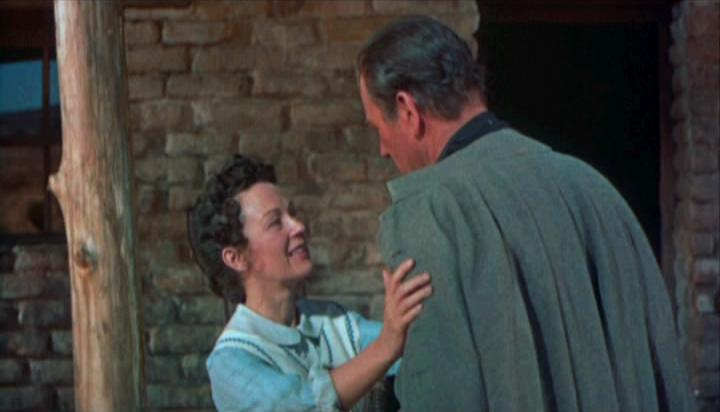
Avec John Wayne, dans La Prisonnière du désert (1956).

- 1932 : Ombres vers le sud (The Cabin in the Cotton) de Michael Curtiz
- 1932 : The Wet Parade de Victor Fleming
- 1932 : That's My Boy (en) de Roy William Neill
- 1932 : 70,000 Witnesses de Ralph Murphy
- 1933 : Bondage d'Alfred Santell
- 1933 : Strictly Personal de Ralph Murphy
- 1933 : One Man's Journey de John S. Robertson
- 1953 : Le soleil brille pour tout le monde (The Sun Shines Bright) de John Ford
- 1956 : La Prisonnière du désert (The Searchers) de John Ford
- 1957 : L'aigle vole au soleil (The Wing of Eagles) de John Ford